# Caitlin Stasey
Caitlin Jean Stasey (Melbourne, 1 mei 1990) is een Australische actrice. Ze maakte in 2003 haar acteerdebuut als Francesca 'Frankie' Thomas in de televisieserie The Sleepover Club. Ze was van 2005 tot en met 2009 te zien in 275 afleveringen van de serie Neighbours.

## Filmografie
*Exclusief televisiefilms
- Smile (2022)
- Fear, Inc. (2016)
- All I Need (2016)
- Lust for Love (2014)
- Chu and Blossom (2014)
- I, Frankenstein (2014)
- All Cheerleaders Die (2013)
- Evidence (2013)
- Tomorrow, When the War Began (2010)
- Spring Breakdown (2009)

## Televisieseries
*Exclusief eenmalige verschijningen
- APB - Ada Hamilton (2017-...)
- Reign - Kenna (2013-...)
- Please Like Me - Claire (2013-2014, tien afleveringen)
- Neighbours - Rachel Kinski (2005-2009, 275 afleveringen)
- The Sleepover Club - Francesca 'Frankie' Thomas (2003-2006, 27 afleveringen)

## Trivia
- Stasey nam in 2006 samen collega's van Neighbours deel aan Australia's Brainiest Neighbour. Ze eindigde daarin op de derde plaats.
- Stasey was te zien in een reclamespotje voor luchtvaartmaatschappij Qantas.
- Stasey is sinds april 2016 getrouwd.